# Can Mas (Ripollet)
Can Mas és una masia de Ripollet (Vallès Occidental) inclosa a l'Inventari del Patrimoni Arquitectònic de Catalunya.

## Descripció
És un edifici de planta gairebé quadrada, amb un cos afegit a la part exterior, més baix que la resta de l'edifici i amb teulada a una sola vessant. El parament és de còdols i barreja de sauló, també hi ha parts de maó. Consta de planta baixa, primer pis i golfes. A la planta baixa, hi ha la porta d'arc de mig punt amb marc arrebossat. Flanquejant-la, dues finestres rectangulars amb reixa de barres, compartimentada en quatre registres. La finestra de l'esquerra conserva un possible emmarcament d'arc rodó de maó i,segurament, funcionava com a porta.

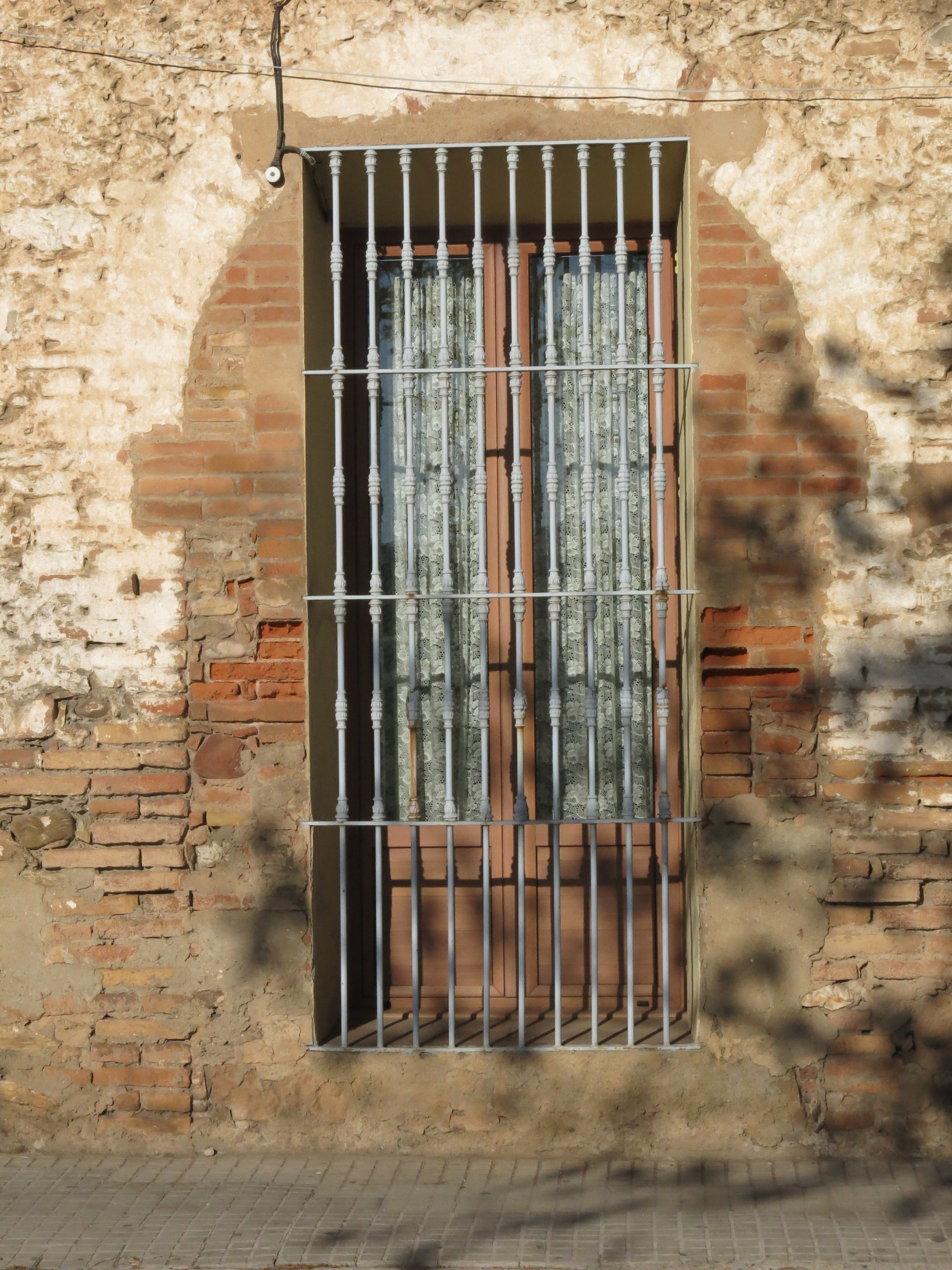
Finestra reixada de la planta baixa dins un arc cec

Al primer pis, es veuen tres finestres rectangulars de mides similars amb pedres als marcs. La central té l'ampit i la llinda motllurades. A les golfes es troba un conjunt de tres finestres d'arc de mig punt (més alta i ampla la central) amb marcs de maó. Al seus costats, finestres petites amb arcs escarsers. Està coberta per teules àrabs a dues vessants, incipient ràfec amb dentellons decoratius. Hi ha les restes d'un rellotge de sol.

## Història
És una masia que va passar de ser aïllada a situar-se dins del poble. S'ubica al barri de Sant Jaume, dit també can Tombarella. Era la primera casa que anunciava l'arribada del poble venint de Montcada i Reixac direcció a Cerdanyola: carretera BV-1411. La masia s'ha convertit en un negoci a la planta baixa i en habitatge en les plantes superiors.
Pel que fa al cognom "Mas", hi trobem notícies al fogatge de 1553 amb Bernat Mas i Joana Mas. En el cens de 1717, tenim el cap de família Josep Mas -pagès- amb el càrrec de quatre persones de família. En el cadastre de l'Arxiu Municipal de 1777, també hi figura el cognom Mas.